# Odynerus vinciguerrae
Odynerus vinciguerrae är en stekelart som beskrevs av Guiglia. Odynerus vinciguerrae ingår i släktet lergetingar, och familjen Eumenidae. Inga underarter finns listade i Catalogue of Life.